# حديقة الحيوان (باندونغ)
حديقة الحيوان في باندونغ (بالإندونيسية: Kebun Binatang Bandung) هي حديقة حيوان تقع على مساحة 14 هكتار (35 فدان)، تقع في مدينة باندونغ في جاوة الغربية بإندونيسيا. تم إنشاؤه في عام 1933 عندما تم دمج اثنتين من حدائق الحيوان الموجودة في المدينة وهما: حديقة الحيوان سيمندي وحديقة الحيوان داغو أتاس، ثم انتقلت إلى موقعها الحالي في شارع تامان ساري في بوندونغ. تقع حديقة الحيوان الجديدة في «جوبيليوم بارك» وهي حديقة نباتية تم إنشاؤها في عام 1923 للاحتفال اليوبيل الفضي لفيلهلمينا ملكة هولندا.

## وصلات خارجية
- تقرير مصور عن حديقة الحيوان باندونغ